# بازی‌کننده رایانه‌ای پوکر
کامپیوتر پوکر باز یک برنامه کامپیوتری است که برای بازی پوکر در برابر انسان‌ها یا چیز دیگری به جز کامپیوتر بازی می‌کند. این معمولاً به عنوان pokerbot یا فقط به سادگی ربات است.

## در اینترنت
این ربات‌ها یا برنامه‌های کامپیوتری اغلب در موقعیت‌های پوکر آنلاین به عنوان حریف قانونی برای بازیکنان انسان یا به عنوان یک نوع تقلب استفاده می شودند. این که آیا استفاده از ربات تقلب محسوب می‌شود یا خیر، معمولاً توسط اتاق پوکر که میزبان بازی‌های پوکر واقعی است تعریف می‌شود. بیشتر کارکنان (برگزار کننده‌ها) ممکن است استفاده از رباتها را ممنوع کنند، هرچند که میزان اعمال این موضوع از سوی کارکنان از اپراتورهای سایت به میزان قابل توجهی متفاوت است.

### ربات‌های پخش کننده
موضوع بازی‌های رایانه ای و کمک کامپیوترها است، در حالی که بازی پوکر آنلاین، بسیار بحث‌برانگیز است. نظر خواننده بسیار متفاوت است وقتی که تصمیم می‌گیرد که کدام نوع از نرم‌افزارهای کامپیوتری به مزایای غیرمنصفانه طبقه‌بندی شوند. یکی از عوامل اصلی در تعریف یک ربات، این است که آیا برنامه کامپیوتری می‌تواند با استفاده از مشتری(client) پوکر (به عبارت دیگر، با خود بازی کردن) بدون کمک اپراتور انسان انجام شود. برنامه‌های کامپیوتری با این توانایی گفته می‌شود که به صورت خودکار پخش می‌شود و به‌طور جهانی تعریف می‌شود که در دسته‌های ربات‌ها قرار دارند البته بدون در نظر گرفتن اینکه چگونه آنها در پوکر بازی می‌کنند.
مسئله مزیت ناعادلانه در ارتباط با انواع اطلاعات و هوش مصنوعی به برنامه کامپیوتری بستگی دارد. علاوه بر این، ربات‌ها می‌توانند برای ساعت‌های مختلف در یک زمان بدون ضعف‌های انسانی مانند خستگی و بدون تأثیر گرفتن بازی کنندو بازی را تحت تأثیر احساسات انسانی (یا " شیب ") قرار ندهند. از سوی دیگر، رباتها دارای معایبی هستند؛ مثلاً برای یک ربات، دشوار است که با دقت بخواند یا به استراتژی مخالفان به نحوی که انسان بتواند آن را انجام دهد، توجه کند

#### اجرای مجلس
در حالی که شرایط و ضوابط سایت‌های پوکر به‌طور کلی استفاده از رباتها را ممنوع می‌کند، سطح اعمال ان به اپراتور سایت بستگی دارد. بعضی از کاربران با استفاده از ابزارهای مختلف نرم‌افزار، به دنبال یافتن و ممنوع کردن کاربران bot (کاربرانی که از برنامه‌های کامپیوتری استفاده می‌کنند) هستند. سرویس گیرنده پوکر می‌تواند برای شناسایی ربات‌ها برنامه‌ریزی کند، گرچه این موضوع به تنهایی مورد بحث و اختلاف است زیرا ممکن است به معنای جاسوسی در نرم‌افزار سرویس گیرنده باشد.  روش دیگری برای استفاده از کپچا در فواصل تصادفی در طول بازی است.

### رباتهای خانه
موضوع ربات‌های خانه حتی با توجه به منازعه‌ای که به‌طور بالقوه مطرح می‌کند بحث برانگیزتر است. با دقیق تر شدن تعریف، یک ربات خانه یک بازیکن خودکار است که توسط اتاق پوکر آنلاین خود عمل می‌کند، گرچه بعضی از نمونه‌های غیر مستقیم (مثلاً یک ربات عامل بازی با دانش و رضایت اپراتور) را به عنوان «ربات خانه» تعریف می‌کنند خوب. این نوع ربات‌ها معادل brick و mortar هستند.
در یک کازینو brick و mortar، یک بازیکن خانه عادلانه یک بازی ارائه می‌دهد تا زمانی که صادقانه برخورد می‌کند. در تنظیمات آنلاین نیز درست است. طبق تعریف، یک اتاق کازینوی آنلاین می‌تواند تصمیم به استفاده از ربات‌ها بگیرد البته در صورتی که، تضمین کند که ربات‌ها خانه به اطلاعاتی را که برای سایر بازیکنان در دسترس نیست دسترسی نداشته باشند (همین امر برای هر شیل (بازاریابی). نیز استفاده می‌شود). مشکل این است که در یک محیط آنلاین خانه هیچ راهی برای اثبات وجود دارد که رباتهای اطلاعات حساس را از سرور دریافت نمی‌کنند. این موضوع بیشتر با سهولت در به اشتراک گذاری اطلاعات مخفی در محیط دیجیتالی تشدید می‌شود. حتی برای خانه اثبات شده‌است که آنها برخی از بازیکنان را کنترل نمی‌کنند - شاید تنها راهی واقعی که می‌تواند انجام شود این است که اطلاعات شخصی محرمانه هر بازیکن را افشا کند و بدیهی است که نمی‌تواند به دلیل ملاحظات حفظ حریم خصوصی انجام شود.

## هوش مصنوعی
پوکر یک بازی اطلاعات ناقص است (به این دلیل که برخی از کارت‌های بازی پنهان هستند) و به این ترتیب برای هر کسی (از جمله یک رایانه) دست دستیابی نتیجه نهایی دشوار است. به دلیل کمبود اطلاعات، برنامه نویسان کامپیوتر باید سیستم‌ها را بر اساس قضیه بایس، تعادل نش، شبیه‌سازی مونت کارلو یا شبکه‌های عصبی، که همه آنها تکنیک‌های ناقص است، اجرا کنند.
AIها مانند PokerSnowie و Claudico توسط اجازه دادن به کامپیوتر برای تعیین بهترین راهبرد ممکن است با اجازه دادن به خود تعداد زیادی از بار رابرای بازی ایجاد کند. این رویکرد فعلی AI در پوکر به نظر می‌رسد، که به عنوان مخالفت با تلاش برای ساخت یک کامپیوتر است که مانند یک انسان بازی کند. این نتیجه در اندازه‌های مختلف عجیب و غریب و استراتژی بسیار متفاوت تر از انسان برای دیدن استفاده می‌کند.
روش‌های استراتژی کامل پوکر از دیدگاه نظریه بازی در بازی دو نفره در حال توسعه هستند، و سیستم‌های قابل پیشرفت خوب برای بازی چند بازیکن ایجاد می‌شوند. استراتژی کامل دارای معانی متعددی در این زمینه است. از دیدگاه بهینه مطلوب نظریه بازی، یک استراتژی کامل است که نمی‌توان انتظار داشته باشیم که به استراتژی دیگر بازیکن‌ها برسد؛ با این حال، استراتژی بهینه می‌تواند در حضور زیرمجموعه ای از ضعف‌هایی که یازیکن‌ها دارند می‌توانند مورد سوء استفاده قرار گیرند، متفاوت باشد. در این مورد، یک استراتژی کامل خواهد بود که به درستی یا دقیق آن ضعف‌ها را مدل می‌کند و از سود آنها استفاده می‌کند، مانند آنچه که در بالا توضیح داده شد.

## گروه‌های تحقیقاتی

### گروه پژوهشی پوکر کامپیوتر (دانشگاه آلبرتا، کانادا)
مقدار زیادی از تحقیقات در مورد بازیکنان پوکر کامپیوتری در دانشگاه آلبرتا توسط گروه تحقیقاتی پوکر کامپیوتر انجام شده‌است، به رهبری دکتر مایکل بولینگ. این گروه مأموران Poki , PsOpti , Hyperborean و Polaris را به وجود آوردن و ان را توسعه دادند. Poki برای بازی سرگرمی STACKED با بازی دانیل نگریانو بازیکن پوکر کانادایی در دسترس قرار گرفته‌است. PsOpti تحت نام "SparBot" در برنامه آموزش پوکر "پوکر آکادمی" در دسترس بود. مجموعه ای از برنامه‌های Hyperborean در مسابقه رقابت سالانه رایانه پوکر رقابت کردند، اخیراً سه مدال طلایی از شش رویداد در رقابت سال ۲۰۱۲ به دست آوردند. همان تحقیقات همچنین Polaris را تولید کرد که در سالهای ۲۰۰۷ و ۲۰۰۸ با افراد حرفه ای بازی کردند و اولین برنامه پوکر کامپیوتری بود که مدال رقابت‌های پوکر معنی دار (یعنی تا حدودی کارت‌ها در بازی مشخص هستند) را به دست آورد.
در ژانویه ۲۰۱۵، مقاله ای در ساینس توسط مایکل بوولینگ، نیل برچ، مایکل جوهانسون و اوساکی تامملین ادعا کرد که ربات‌های خود را پوپه Cepheus «به‌طور ضعیف حل» بازی حد پایین‌تر تگزاس نگه داشته‌است.

### دانشکده علوم کامپیوتر دانشگاه Carnegie Mellon
T. Sandholm و A. Gilpin از دانشگاه کارنگی ملون در سال ۲۰۰۴ شروع به تحقیق در زمینه پوکر AI کردند که از آن به عنوان نماینده بی نظیر برای بازی سه بعدی با نام Rhode Island Hold معرفی کردند. گام بعدی GS1 بود که بهتر از بهترین رباتهای پوکر تجاری بود. از سال ۲۰۰۶ نمایندگان پوکر از این گروه در مسابقات رایانه ای سالانه شرکت کرده‌اند. «در برخی موارد ما برنامه ای بهتر از بهترین بازیکنان انسانی خواهیم داشت» - (این ادعای Sandholm بود). ربات او، کلودیو، در برابر چهار مخالف انسانی در سال ۲۰۱۵ روبرو شده‌است. در سال ۲۰۱۷، آخرین نرم‌افزار برنامه، Libratus، در برابر چهار بازیکن حرفه ای پوکر ایستاده‌است. در پایان آزمایش، چهار بازیکن انسانی ۱٫۸ میلیون دلار را از دست دادند.

### دانشگاه اوکلند بازی گروه AI
یک تیم از دانشگاه اوکلند شامل تعداد کمی از دانشمندان که با استفاده از استدلال مبتنی بر مورد برای ایجاد و افزایش عوامل پوکر تگزاس هولدم (روباز) است. این گروه تکنیک‌های مختلف تکنیک‌های AI را به تعدادی از بازی‌ها شامل شرکت در پروژه‌های تجاری Small Worlds و تمدن (بازی‌های ویدئویی) اعمال کرد.

### آزمایشگاه Neo Poker
Neo Poker Lab یک تیم علمی است که بر روی تحقیقات هوش مصنوعی پوکر متمرکز شده‌است. برای چندین سال از آن الگوریتم‌های پیشرفته و روش‌هایی مانند تقلیل مشتاقانه پشیمانی و تقارن تعادل جستجو گرادیان، درخت‌های تصمیم‌گیری، روش‌های جستجوی بازگشتی و همچنین الگوریتم‌های متخصص برای حل انواع مشکلات مربوط به بازی پوکر استفاده کرد.

## مسابقات تاریخی

### رقابت ICCM 2004 PokerBot
یکی از اولین مسابقات ربات‌های بدون رکورد پوکر در سال ۲۰۰۴ توسط کنفرانس بین‌المللی مدل‌سازی شناختی برگزار شد. این مسابقات میزبان پنج ربات از دانشگاه‌های مختلف از سراسر جهان است. برنده آس گربر، از دانشگاه تورنتو بود.

### مسابقات ACM
ACM مسابقاتی را میزبانی می‌کند که رقبای آن یک قطعه واقعی از نرم‌افزار را قادر می‌سازد که در پلتفرم خاص خود بازی کند. میزبان رویداد همه چیز را از قبیل مسابقه انجام می‌دهد و نتایج را گزارش می‌دهد. (نقل قول‌ها و مراجع و پیوندهای مورد نیاز).

### ربات‌های سری جهانی پوکر ۲۰۰۵
در تابستان سال ۲۰۰۵، بازی آنلاین پوکر Golden Palace Palace یک مسابقه تبلیغاتی در لاس وگاس، در Binions قدیمی با یک جایزهٔ ۱۰۰ هزار دلاری برگزار شد. آن را به عنوان سری جهانی روبات‌های پوکر سال ۲۰۰۵ به حساب می‌آورند. مسابقات فقط بدون هزینه ورودی. تنها با رباتها بود. توسعه دهندگان ربات دانشمندان کامپیوتر از شش ملیت بودند که با هزینه خودشان سفر می‌کردند. پلتفرم میزبان، آکادمی پوکر بود. این رویداد نیز با یک رویداد هدایت تظاهرات با فیل لااک برجسته شد.

### آزمایش آزمایشگاه Man V Machine University of Alberta
در تابستان سال ۲۰۰۷، دانشگاه آلبرتا در یک کنفرانس AAAI در ونکوور، BC، کانادا، مسابقات بسیار تخصصی بین انسان‌ها و ربات‌های Polaris را برگزار کرد. پلت فرم میزبان توسط دانشگاه آلبرتا نوشته شده‌است. مبلغ حداکثر ۵۰ کیلوگرم از طریق کیف پولی با قوانین خاص برای انگیزه دادن به مردم برای بازی به خوبی وجود داشت. انسان هیچ هزینه ورودی پرداخت نمی‌کند. مسابقات منحصر به فرد شامل چهار جلسه سبک تکراری از هر ۵۰۰ دست است. انسان‌ها با یک اختلاف کم برنده شدند.
در تابستان ۲۰۰۸، دانشگاه آلبرتا و وب سایت مربیگری پوکر Stoxpoker در مسابقات جهانی پوکر در لاس وگاس مسابقات دوم را برگزار کردند. این مسابقات شش جلسه تکراری از هر ۵۰۰ دست داشت و بازیکنان انسانی متخصص سرپرست بودند. پولاریس مسابقات را با ۳ برد، ۲ ضرر و یک قرعه کشی به دست آورد.  نتایج مسابقات، از جمله تاریخچه دست از مسابقات، در وب سایت مسابقات موجود است.

### رقابت 2015 Brains vs. AI توسط Rivers Casino, CMU و مایکروسافت
از آوریل تا می ۲۰۱۵، آخرین ربات کاندیکو، دانشگاه Carnegie Mellon Sandholm، در برابر یک سری مسابقات تگزاسی هولدمسی بدون محدودیت قرار گرفته‌است. در نهایت، پس از بازی ۸۰٬۰۰۰ دست، انسان‌ها با مجموع ۷۳۲٬۷۱۳ دلار جمع شدند. اما علی‌رغم اینکه انسان از نظر فنی برنده شد، دانشمندان این برنده را به عنوان آماری ناچیز (و نه یک کراس آماری) در نظر گرفتند، در حالی که ۷۳۲۷۱۳ دلار با مجموع شرط‌بندی ۱۷۰٬۰۰۰٬۰۰۰ دلار (۱۷۰ میلیون دلار) مقایسه می‌شود. با این حال، برخی این ادعا را خجالت اور دانسته‌اند. در اینجا آمار غیرقابل اهمیت بدان معنی است که برنامه نویسان Claudico نمی‌توانند با اطمینان ۹۵٪ (یک فاصله اطمینان ۹۵٪) بگویند که انسان‌ها بهتر از برنامه کامپیوتری هستند. با این حال، آن را یک برنده از نظر آماری قابل توجهی در فاصله اطمینان ۹۰٪ است. این به این معنی است که بازیکنان انسانی در جایی بین ۱۰ تا ۱ و ۲۰ تا ۱ مورد قرار دارند.
مسابقات ساختاری در دو مجموعه از دو بازیکن انجام شد. در هر یک از دو مجموعه، بازیکنان کارت‌های مقابل را دریافت کردند. معنای این است که آیا رایانه دارای As9c (Ace of Spades و نه Clubs) است و انسان بر روی یک کامپیوتر دارای Jh8d است، یکی دیگر از دو بازیکن در مجموعه As9c برابر Jh8d کامپیوتر است. با این حال، حتی اگر بازیکنان انسانی بیشتر از رایانه برنده شوند، باز هم فکراشون برای هدایت ups مثبت است.
مقدارجمع بردهای اشخاص بازی به شرح زیر است:
- داگلاس پولک: + ۲۱۳٬۶۷۱ دلار
- دونگ کیم: + $ ۷۰٬۴۹۱
- Bjorn Li: + $ ۵۲۹٬۰۳۳
- جیسون لس: - $ ۸۰،482[۱۲]

### رقابت سالانه پوکر کامپیوتر
از سال ۲۰۰۶، مسابقه رقابت سالانه رایانه پوکر، مجموعه ای از مسابقات برای برنامه‌های پوکر را اجرا کرده‌است. در سال ۲۰۱۱، سه نوع یازی پوکر را برگزار کرد: سرعتی بالاتر از تگزاس هولدم، سر و صدای بدون تگزاس هولدم، و ۳ بازیکن محدود تگزاس هولدم (روباز). در هر رویداد، دو برنده نامیده می‌شود: کسی که برندهٔ مسابقات و بیشترین پول را برنده می‌شود. این برندگان اغلب جز این دو دسته نیستند، زیرا یک ارزیابی پاداش بازیکنان قدرتمند را مشخص می‌کند، و دیگر پاداش بازیکنان خوبی است که از اشتباهات دیگر عوامل استفاده کنند. رقابت با تحقیقات علمی انگیزه گرفته شده‌است و تأکید بر اطمینان از این که تمام میلیونها دست پوکر، همه نتایج را از لحاظ آماری که وجود دارند قابل توجه قرار می‌دهند. رقابت سال ۲۰۱۲ با فرمت‌های مشابهی همراه بود که بیش از ۷۰ میلیون دست برای از بین بردن عامل شانس داشتند.
برخی از محققان برنامه کاربردی وب را توسعه دادند که در آن مردم می‌توانند کیفیت و عملکرد AI را ارزیابی کنند؛ بنابراین از دسامبر ۲۰۱۲، گروه‌های زیر و نمایندگان محققان مختلفی را می‌توان یافت:
- Hyperborean (9 طلا، ۵ نقره و ۳ برنز)
- Bluffbot (1 طلا، ۳ نقره و ۲ مدال برنز)
- سارتر (۱ طلا، ۵ نقره و ۳ مدال برنز)
- نئو پوکر بت (۱ طلا، ۵ مدال برنز)